# 松永直子
松永 直子（まつなが なおこ、1974年8月28日 - ）は、かつて静岡県を拠点に活動していたフリーアナウンサーである。

## 来歴
- 山形県山形市出身。大阪府茨木市に居住していた時期もある。血液型はA型。
- 山形県立山形東高等学校[1]経て、関西学院大学社会学部卒業後、1998年4月に静岡放送（SBS）に入社。同期のアナウンサーは岡村久則。主にスポーツ番組を中心に活動。
2010年6月30日をもって、12年3か月勤務したSBSを退社。同年7月からフリーアナウンサーとなるも、活動の拠点は静岡のまま、同局のラジオなどを中心に活動していた。
そして公式ブログでの発言によると、2012年春をもって静岡を離れ、実家のある山形に戻った。2012年6月、結婚。これを機にアナウンサー業を事実上引退し、東京・シンガポールで専業主婦として暮らしていたが出産・子育てを経て2021年現在兵庫県に在住で「宅録ナレーター」として活動を再開している[2]。

## 人物
- ジュニアベジタブル&フルーツマイスターとフードコーディネーターの資格を持っている。
- SBSアナウンサー時代、パーソナリティを務めていた『THE BEST30』で、2000年にラジオ番組であるのにもかかわらず水着姿でスタジオに入り放送した事があるという。晩夏を惜しむ企画でスタッフも水着姿で従事、この模様はウェブカメラで断続的に映されていた。
- 全日本実業団女子駅伝で、初めての全国中継の実況を担当する。2005年は、本番直前まで声が出ず、滞在先の岐阜で医者に行きまくり、なんとか本番には声が戻ったものの、入社以来最大のピンチを経験する。
- 2010年1月　ぴあトークバトル スポーツ快楽主義2010 Vol.70『どうなる!?名波浩引退試合』の司会進行を担当、ゲストの中山雅史選手に「移籍会見でサンタクロースの帽子もかぶってましたね」と突っ込みを入れ、会場の大爆笑を誘う。

## 過去の担当番組
すべて静岡放送

### テレビ
特記なきものはリポーター。
- Soleいいね!
- FORZA!Jubilo - MC（1999年10月 - 2008年3月）
- とく報!4時ら - 2006年は中澤志月の代理で司会も。
- 全日本実業団対抗女子駅伝大会（2005年、2006年、2007年　第一中継所実況）
- SBSカップ・国際ユースサッカートーナメント
- 世界陸上大阪応援たすきキャラバン
- SBSみなスポ5 - MC（2008年4月 - 2010年3月）

### ラジオ
- マンデーサッカースタジアム（1999年4月 - 2003年3月）
- らじおの王様（1999年4月 - 2000年9月）
- THE BEST30（1999年10月 - 2001年3月）
- 極太ラジオ いきYoh!Yoh!（2001年4月 - 2003年3月）
- 猛烈昼下がりアッパレ!ハレハレ（2003年4月 - 2006年3月）
- アナらじ（2008年4月 - 2009年3月）
- 朝だす!（2009年4月 - 2011年3月、木・金曜）
- 松永直子のSports Friday→松永直子のDO!NG SPORTS
- Jリーグ中継 - リポーター